# 四硼化铒
四硼化鉺是镧系元素铒的硼化物。
它是一种熔点很高的坚硬物质。硼化铒的工业应用包括用于半导体、燃气轮机的叶片和火箭发动机的喷管。